# کوبوفوتوریسم

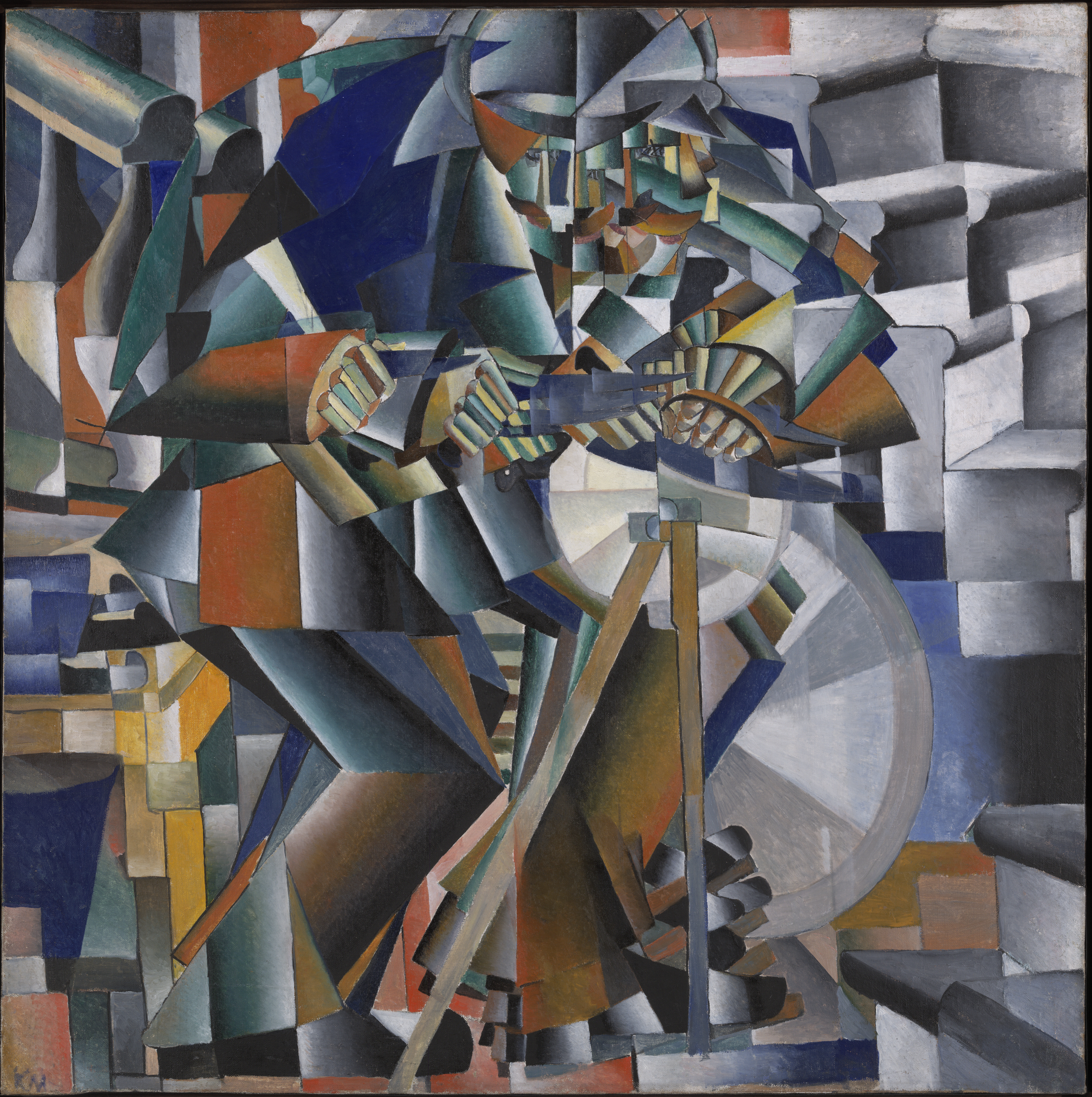
چرخ دستی چاقو (اصل درخشش) ، اثر کازیمیر مالویچ، ۱۹۱۳، رنگ روغن روی بوم، ۷۹٫۵ در ۷۹٫۵ سانتی‌متر، گالری هنر دانشگاه ییل

آینده‌گری حجمی (به انگلیسی: Cubo-Futurism) مکتب اصلی نقاشی و مجسمه‌سازی بود که توسط فوتوریست‌های روس مورد استفاده قرار می‌گرفت.
وقتی آریستارک لنتولوف در سال ۱۹۱۳ از پاریس بازگشت و آثار خود را در مسکو به نمایش گذاشت، نقاشان فوتوریسم روسیه فرم‌های کوبیسم را اتخاذ کردند و آنها را با بازنمایی جنبش فوتوریسم ایتالیایی ترکیب کردند. کازیمیر ماله‌ویچ این سبک را توسعه داد که می‌توان آن را در چرخ دستی چاقو (نقاشی شده در ۱۹۱۳) مشاهده کرد، اگرچه پس از مدتی آن را به دلیل والاگرایی رها کرد.
هنرمندان زیر با آینده‌گری حجمی در ارتباط بوده‌اند:
- الکساندر آرکیپنکو
- ولادیمیر بارانوف-روسین
- الکساندر بوگومازوف
- ولادیمیر بورلیوک
- الکساندر اکستر
- ناتالیا گنچاروا
- ایوان کلیون
- میخائیل لاریونف
- لیوبوف پوپوا
- اولگا روزانوا
- سونیا تِرک

مجسمه سازان آینده‌گری حجمی شامل جوزف چایکوف، بوریس کورولف و ورا موخینا بودند که همگی در مکتب هنری دولتی اتحاد جماهیر شوروی در مسکو، وتماس تدریس می‌کردند.